# Косяченко Костянтин Леонідович
Костянтин Леонідович Косяченко (нар. 10 вересня 1971, Новгородка, Кіровоградська область, Україна) — український науковець у галузі фармації, провізор, заслужений працівник фармації України, педагог, доктор фармацевтичних наук (2012), професор, завідувач кафедри організації та економіки фармації Національного медичного університету імені О. О. Богомольця.

## Освіта
У 1993 році закінчив Запорізький медичний інститут за спеціальністю «Фармація». У 1998 році захистив дисертаційну роботу на здобуття наукового ступеня кандидата фармацевтичних наук (науковий керівник — проф. Печерський П. П.). Дисертацію захищено у спеціалізованій вченій раді Д 17.600.03 Запорізького державного медичного університету, отримано диплом кандидата фармацевтичних наук зі спеціальності «Технологія ліків та промислова фармація».
Вчене звання доцента по кафедрі якості, стандартизації та сертифікації ліків присвоєно рішенням Атестаційної колегії Міністерства освіти і науки, молоді та спорту України 10 листопада 2011 року.
У 2013 році захистив дисертацію на здобуття наукового ступеня доктора фармацевтичних наук зі спеціальності 15.00.01 «Технологія ліків, організація фармацевтичної справи та судова фармація» (науковий консультант — проф. Немченко А. С.) на тему: «Теоретичне обґрунтування та реалізація соціально-економічних принципів ціноутворення на лікарські засоби». Дисертацію захищено у спеціалізованій вченій раді Д 64.605.02 Національного фармацевтичного університету.

## Фармацевтична і наукова діяльність
Після закінчення вишу працював завідувачем аптеки у Кіровоградській області. Згодом був запрошений до Запорізького медичного університету.
Від 1999 року працював на керівних посадах у системі органів контролю якості лікарських засобів, в МОЗ України.
Не покидав наукову та викладацьку роботу: викладав у Національному фармацевтичному університеті (Харків), Національній медичній академії післядипломної освіти ім. П. Л. Шупика (Київ).
У 2011 році присвоєно вчене звання «доцент», провізор вищої категорії за спеціальністю «Організація і управління фармацією».
Від 2012 року — доцент кафедри організації і економіки фармації Національної медичної академії післядипломної освіти імені П. Л. Шупика.
2014—2017 рр. — головний позаштатний спеціаліст МОЗ України зі спеціальності «Організація і управління фармацією».
З 2014 по 2017 рр. — завідувач кафедри аптечної та промислової технології ліків Національного медичного університету імені О. О. Богомольця.
З 2017 року — професор кафедри організації і економіки фармації Національної медичної академії післядипломної освіти імені П. Л. Шупика.
З 2018 року — завідувач кафедри організації та економіки фармації Національного медичного університету імені О. О. Богомольця.

## Нагороди
Указом Президента України присвоєно почесне звання Заслужений працівник фармації (2007).
Почесна грамота Міністерства охорони здоров'я України (1999, 2004, 2008).
Почесна грамота за значний внесок у розвиток фармації та з нагоди Дня фармацевтичного працівника (2019)

## Науковий доробок
Напрямок наукових досліджень — оцінка технологій охорони здоров'я, фармакоекономіка, ціноутворення на лікарські засоби в Україні.
Автор і співавтор понад 120 наукових, навчальних методичних праць, серед яких — підручники, навчальні посібники, 11 Регіональних формулярів лікарських засобів різних областей України, методичні рекомендації та авторські свідоцтва. Підготував 1 кандидата фармацевтичних наук.
Бере участь у виконанні планової НДР кафедри організації і економіки фармації НМАПО імені П. Л. Шупика «Науково-теоретичні обґрунтування прискореного розвитку фармації, реінжиніринг процесів та кадрових ресурсів з ноофармацевтичних та емерджентних позицій» (№ державної реєстрації 0112U002362), проводить дослідження щодо проблем ціноутворення на лікарські засоби в Україні, впровадження системи оцінки технологій охорони здоров'я (Health Technology Assessment) у вітчизняну систему охорони здоров'я та фармацію.
Основні підручники, посібники та монографії
- Ціноутворення на лікарські засоби / А. С. Немченко, К. Л. Косяченко, О. А. Немченко — Харків: НФаУ, 2012. — 304 с.
- Організація та економіка фармації: Ч.1. Організація фармацевтичного забезпечення населення: підруч. для студ. вищ. навч. закл. — за ред. А. С. Немченко. — Харків: НФаУ: Золоті сторінки, 2015. — 360 с.
- Електронний підручник  «Основи економіки фармації»: навч. посіб. для студ. вищ. навч. закл. / А. С. Немченко, В. М. Назаркіна, Г. Л. Панфілова, І. В. Жирова, В. М. Чернуха, С. В. Хіменко, К. Л. Косяченко та ін. / За ред. А. С. Немченко. — Харків: Нац. фармац. ун-т, 2013.
- Практикум з державного управління та регулювання у фармацевтичній галузі / А. С. Немченко, В. М. Чернуха, К. Л. Косяченко, Г. Л. Панфілова, В. М. Назаркіна та ін. — Харків: НФаУ, 2014. — 36 с.
- Довідник еквівалентності лікарських засобів / за ред. проф. І. А. Зупанця. — Київ: Фармацевт Практик, 2016. — 848 с.

## Наукова та громадська діяльність
1. Член редакційних колегій і редакційних рад періодичних видань: Науковий журнал «Український науково-медичний молодіжний журнал»
  - Науковий журнал «Соціальна фармація в охороні здоров'я»
  - Науково-виробничий журнал «Управління, економіка та забезпечення якості в фармації»
  - Науковий журнал «Збірник наукових праць співробітників НМАПО імені П. Л. Шупика»
  - Рецензент наукового журналу «Health technology assessment (HTA)»
2. Член Спеціалізованих Вчених рад по захисту дисертацій на здобуття наукового ступеня за спеціальністю 15.00.01- технологія ліків, організація фармацевтичної справи та судова фармація: Д 26.613.04 при Національній медичній академії післядипломної освіти імені П. Л. Шупика (Київ) з 2002 р.
3. Голова ГО «Спілка працівників фармації» (з 2014 р.).
4. Член Координаційної ради Української Медичної Експертної Спільноти (з 2018 р.).
5. Уповноважений координатор Регіональної ради Житомирської області Відзнаки за професіоналізм та милосердя «Орден Святого Пантелеймона» (з 2019 р.).